# Ballylongford
Ballylongford (en irlandès Béal Átha Longfoirt o "boca del gual per ancoratge") és un llogaret d'Irlanda, vora la ciutat de Listowel, al comtat de Kerry, a la província de Munster.

## Geografia
El poble està situat a la part superior d'un rierol de la badia de Ballylongford a l'estuari del riu Shannon, prop de l'illa Carrigafoyle i a la carretera de la costa entre Tarbert i la localitat costanera de Ballybunion. Es tracta d'una important zona de producció lletera, que juntament amb la pesca i el turisme sustenten l'economia local.
Tres quilòmetres al nord, a l'illa de Carrigafoyle, es troba el castell i l'ancoratge. Durant segles, Ballylongford va compartir el destí polític, militar i religiós del castell i la propera abadia franciscana de Lislaughtin.

## Història

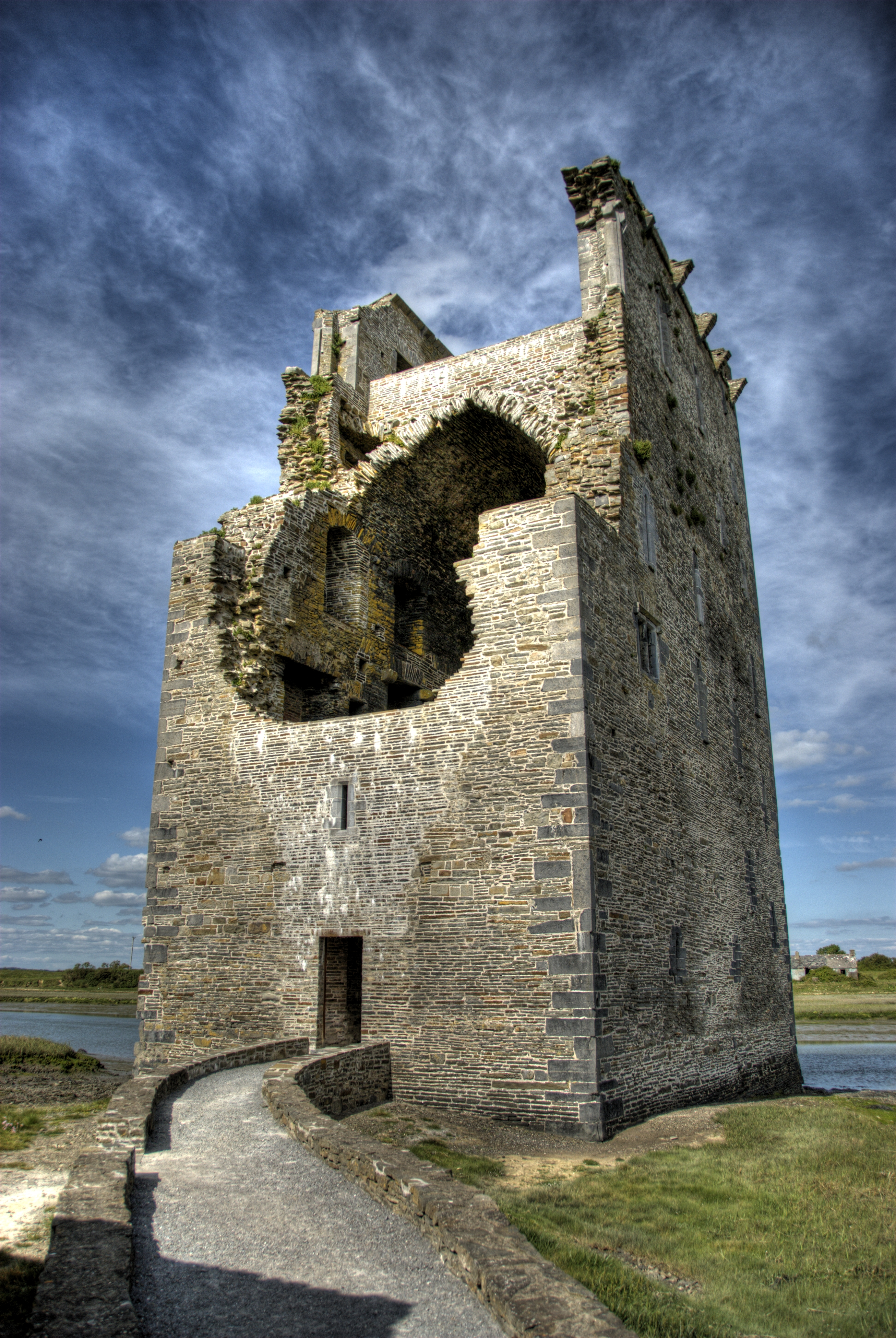
Castell de Carrigafoyle avui

El castell de Carrigafoyle Castle fou construït entre 1490 i 1500 per Conchuir Liath Uí Conchuir (Connor Liath O'Connor) utilitzant un disseny pres dels normands. A més de les finestres fines i arcs compta amb una escala de caragol de 104 graons que els visitants poden pujar encara avui. El castell, avui catalogat com a Monument Nacional, es troba gairebé a 30 metres d'altura i els seus merlets ofereixen impressionants vistes de la ria i de la monàstica illa Scattery al Comtat de Clare. Una característica interessant del castell és la base, que va permetre als vaixells amarrar amb seguretat, possiblement a causa del fet que el castell es troba entre les marees alta i baixa.
El O'Connor de Kerry va dominar política d'aquesta base estratègica que els permetia "inspeccionar" els vaixells que passaven cap i des del port de Limerick. Així la "imposició" i el contraban eren les principals fonts d'ingressos. El castell va ser fortificat i l'estreta escala de cargol puja cap a la dreta perjudicant així qualsevol atacant, sobretot els dretans.
En 1580, durant la segona Rebel·lió de Desmond, el castell va ser defensat per una guarnició d'irlandesos, espanyols i italians de fins a setanta dirigida pel capità italià Julian. El setge del castell de Carrigafoyle per les forces isabel·lines sota el Lord Justícia Sir William Pelham va començar el Diumenge de Rams. Després de dos dies, el foc de canó va obrir bretxes i va ser presa; després els defensors supervivents van ser penjats. Els forats de canó són clarament visibles en l'actualitat.
Cap al final de la Guerra dels Nou Anys, aprofitant la distracció de l'anglès, el capità John O'Connor va reocupar breument el castell només tornar-lo en 1603 a George Carew, governador de Munster.
El rei Jaume I va restaurar el castell al O'Connors en 1607, però en 1651 durant la conquesta d'Irlanda per Cromwell, va ser capturat de nou, aquesta vegada per les forces cromwellianes d'Edmund Ludlow, segon al comandament de Henry Ireton i, després de la mort d'Ireton, comandant en cap d'Irlanda. Ludlow va assegurar que el castell mai tornés a ser fortificat i guarnit, colpejant les muralles exteriors.
Les terres O'Connor van ser confiscades sota el Llei d'Assentament d'Irlanda de 1652 i donat a William Sandes de Cumberland, que havia arribat a Irlanda amb Oliver Cromwell en 1649. Després de la restauració de la monarquia les terres van ser cedides posteriorment al Trinity College de Dublín en 1666. La universitat continua sent l'arrendador principal en l'àrea de Ballylongford fins a l'aprovació de la Llei del Sòl de 1903. De fet, alguns títols de propietat encara estan concentrades al College avui dia.

## Personatges il·lustres
- Brendan Kennelly, escriptor.
- Horatio Herbert Kitchener, general anglès
- Michael O'Rahilly, nacionalista irlandès